# The Devil You Know (álbum)
The Devil You Know es el único álbum de Heaven and Hell, la banda de los miembros de Black Sabbath durante su etapa con Ronnie James Dio (Iommi / Butler / Dio / Appice). Luego de reunirse a grabar tres pistas nuevas para el álbum recopilatorio Black Sabbath: The Dio Years, la agrupación decidió trabajar en un larga duración. A causa de la continuidad de la banda Black Sabbath con su formación original (Iommi / Butler / Osbourne / Ward), y de que en el mismo año 2006 fueron introducidos en el Salón de la Fama del Rock and Roll, Tony Iommi y Sharon Osbourne firmaron un acuerdo por el cual el nombre de "Black Sabbath" no se podía utilizar a no ser que Ozzy formara parte de la agrupación. Debido a esta situación los integrantes optaron por usar el nombre "Heaven & Hell" para poder continuar con el proyecto del álbum. Este nombre proviene del primer disco que grabó la banda con Dio, tras su ingreso al grupo en 1979. The Devil You Know resultó ser la última aparición de Ronnie James Dio en un disco antes de su muerte en mayo de 2010.
El disco importado estadounidense se lanzó en Japón el 24 de abril de 2009, cuatro días antes de su fecha original del 28 del mismo mes. Un día atrás se publicó en formato casero que es un SHM-CD (Super High Material CD), del cual Mike Exeter lo produjo.
The Devil You Know entró al top 10 es su primera semana, debutó en el octavo lugar en la lista Billboard 200, con 30 000 copias vendidas. También figuró en el mismo puesto en la lista Top Internet Albums.

## Concepto
En 2006, el entonces vocalista Ronnie James Dio de Black Sabbath grabó tres nuevos temas, «The Devil Cried», «Shadow of the Wind» y «Ear in the Wall» para un disco de grandes éxitos titulado Black Sabbath: The Dio Years (2007). El guitarrista inglés Tony Iommi mencionó que las pistas se hicieron debido a que sentía que no valía pena lanzar de las grabaciones de estudio de la era de Dio y entonces se compusieron y se grabaron nuevas canciones. Para su lanzamiento, «The Devil Cried» se publicó como un sencillo promocional. Originalmente Dio opinó que tras grabar esas pistas, esperó dejar la banda y regresar a Dio, y que otro «álbum de Sabbath» era «lo último en lo que pensaba».  Iommi comentó que Heaven & Hell acordó hacer un disco mientras estaba en su gira de 2007 en Japón. La banda empezó a trabajar en el disco antes y después de los conciertos de Metal Masters Tour en las casas de Dio y Iommi, respectivamente. Cada miembro envió CD para ello.  Iommi lo describió hasta el momento «realmente bueno, bastante potente».

## Título y portada
La portada está adaptada de un cuadro de Per Øyvind Haagensen titulado Satan. Muestra los números veinticinco y cuarenta y uno. Geezer Butler mencionó en una entrevista que los números se refieren al verso de Mateo 25:41 de la Biblia, que trata del juicio Final: «aquellos que estén sentados al lado izquierdo de Dios serán arrojados al infierno». También explicó que el título es una referencia al nombre de la banda, cuando los seguidores los conocían como Black Sabbath. Tras terminar la portada, el grupo escogió a sus dos favoritos pero tuvieron dificultades para decidir cuál. El segundo muestra el tradicional logo henry de Black Sabbath. La portada alternativa está disponible en las tiendas Walmart de los Estados Unidos.

## Comentarios de la crítica
Metacritic le dio una puntuación de sesenta y tres. El sitio Allmusic opinó que era un comienzo como Paranoid (1970) de Black Sabbath correspondiente a su momento y le dio cuatro estrellas de cinco. Sin embargo, Heaven & Hell expresa un «lado muy diferente de sus personalidades musicales» que Black Sabbath, y que el nombre diferente del grupo es «apropiado». La revista Metal Hammer opinó que es «una de las publicaciones más pesadas del año». Martin Popoff dijo que era mejor que Dehumanizer (1992), pero no tan bueno como Heaven and Hell (1980) o Mob Rules (1981). Describió que la voz de Dio se entregó con una «pronunciación de actor» y «pasión». Jim Kaz del sitio web IGN le dio una calificación de 7.9.

## Gira
Heaven & Hell hizo una segunda gira internacional (tras su gira de 2007) para promocionar el disco. La primera fecha fue en la ciudad de Moscú el 30 de mayo de 2009. Coheed and Cambria y The Mars Volta resultaron ser sus taloneros en América del Norte para unos espectáculos en agosto de 2009.

## Lista de canciones
Todas las canciones escritas y compuestas por Ronnie James Dio, Tony Iommi y Geezer Butler, excepto donde se especifique. 
| N.º | Título                  | Duración |  |
| 1.  | «Atom and Evil»         | 5:15     |  |
| 2.  | «Fear»                  | 4:48     |  |
| 3.  | «Bible Black»           | 6:29     |  |
| 4.  | «Double the Pain»       | 5:25     |  |
| 5.  | «Rock and Roll Angel»   | 6:02     |  |
| 6.  | «The Turn of the Screw» | 5:02     |  |
| 7.  | «Eating the Cannibals»  | 3:37     |  |
| 8.  | «Follow the Tears»      | 6:12     |  |
| 9.  | «Neverwhere»            | 4:35     |  |
| 10. | «Breaking into Heaven»  | 6:53     |  |

| Exclusivos bonus tracks de iTunes |                                                                         |          |  |
| N.º                               | Título                                                                  | Duración |  |
| 11.                               | «I» (live)                                                              | 6:30     |  |
| 12.                               | «Die Young» (en vivo; letra de Dio; música de Dio, Iommi, Butler, Ward) | 6:46     |  |

- Fuente:[24][2][3][4]

## Posicionamientos
| Lista (2009)           | Posición |
| ---------------------- | -------- |
| Finnish Albums Chart   | 5        |
| Swedish Albums Chart   | 8        |
| Norwegian Albums Chart | 15       |
| German Albums Chart    | 17       |
| Austrian Albums Chart  | 37       |
| French Albums Chart    | 53       |
| Swiss Albums Chart     | 31       |
| UK Albums Chart        | 21       |
| USA Albums Chart       | 8        |
| Canadian Albums Chart  | 24       |

## Personal
Heaven & Hell
- Ronnie James Dio – voz, teclado
- Tony Iommi – guitarra
- Geezer Butler – bajo de guitarra
- Vinny Appice – batería, percusión

Producción
- Producido por Dio, Iommi, y Butler, con producción adicional de Mike Exeter
- Grabación por Mike Exeter
- Mezcla y grabación adicional por Wyn Davis, asistido por Mike Sutherland y Adam Arnold
- Masterización por Stephen Marcussen
- Dirección artística y diseño por Masaki Koike
- Portada por Per Øyvind Haagensen
- Fotografía por Chapman Baehler
- Aguafuertes por Johann Koch